# Система обозначения военных самолётов в Японии
Система обозначения военных самолетов Японии — система классификации летательных аппаратов (самолетов, вертолетов и т. п.) в зависимости от типа, назначения и прочих свойств, принятая в Японии.

## История Возникновения
Самые первые системы обозначения военных самолетов в Японии появились тогда же, когда появились первые японские серийные самолеты, в 20-х годах XX века. К началу Второй мировой войны ВВС Японии использовали сразу несколько систем обозначения военных самолетов, что сбивало с толку американскую разведку

## Система 1921 года
Данная система обозначения военных самолетов Императорским флотом Японии и просуществовала до 1927 года. Она базировалась на присвоении самолету аббревиатуры, в которую входила нумерация его модели с последовательным обозначением самолетов на основе предназначения самого самолета.
В системе 1921 года существуют следующие классы летательных аппаратов по назначению:
«F» — Истребитель;
«T» — Торпедоносец;
«R» — Разведчик.

## Система 1927 года
Данная система обозначения самолетов использовалась для авиации Императорского флота Японии и просуществовала до окончания Второй мировой войны в 1945-м году. В эту систему входило два вида обозначения какого-либо военного самолета: длинное и короткое.

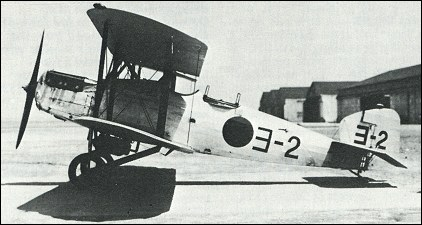
На фотографии изображен японский палубный разведчик Mitsubishi 2-MR, который по системе 1927 года был переименован в Mitsubishi C1M

В длинном обозначении использовались две последние цифры текущего года по японскому летоисчислению. Для 1940 года (по японскому летоисчислению 2600 г.) получалось обозначение тип О. Первая цифра обозначала номер модификации самолета, а вторая номер модификации двигателя. Так, модель 11 означала первую серийную модификацию, модель 12 — первая модификацию с новым двигателем, а модель 21 — вторую модификацию, использующая тот же двигатель.
Короткое обозначение представлялось буквенно-цифровой аббревиатурой. первая буква обозначала тип самолета:
«А» — Палубный истребитель;
«В» — Палубный бомбардировщик-торпедоносец;
«С» — Палубный разведывательный самолет;
«D» — Палубный пикирующий бомбардировщик;
«Е» — Гидросамолет-разведчик;
«F» — Патрульный гидросамолет;
«G» — Бомбардировщик берегового базирования;
«Н» — Летающая лодка;
«J» — Истребитель берегового базирования;
«К» — Учебно-тренировочный самолет;
«L» — Транспортный самолет;
«М» — «Специальный» самолет;
«МХ» — Самолет для специальных заданий;
«N» — Поплавковый истребитель;
«P» — Бомбардировщик;
«Q» — Патрульный бомбардировщик;
«R» — Разведчик берегового базирования;
«S» — Ночной истребитель.
За буквой шла цифра, которая обозначала порядок принятия данного самолета данного типа на вооружение, её присваивали при начале серийного производства самолета. Потом опять следовала буква, которая обозначала фирму, разработавшую данную серийную модель:
«А» — «Aichi», а также «North American»;
«В» — «Boing»;
«С» — «Consolidated»;
«D» — «Douglas»;
«G» — «Hitachi»;
«Н» — «Hiro» и «Hawker»;
«Не» — «Heinkel»;
«J» — «Nihon Kogata» и «Junkers»;
«К» — «Kawanishi», «Kawasaki», «Kokusai» и «Kinnear»;
«М» — «Mitsubishi»;
«N» — «Nakajima»;
«Р» — «Nippi»;
«S» — «Sasebo»;
«V» — «Vought-Sikorsky»;
«W» — «Watanabe», позже «Kyushu»;
«Y» — «Yokosuka»;
«Z» — «Mizuno».
После второй буквы опять следовала цифра, которая показывала порядок основных модификаций данного самолета. Дополнительные доработки в рамках одной модификации обозначались иероглифом («Kou», «Otsu» или «Hei»), буквой латинского алфавита (а, b, с и т. д.)или латинскими цифрами (I, II, III и т. д.). Если при разработке какой либо модификации самолета намеренно менялся тип самолета, то после цифры, обозначающей порядок основных модификаций, ставилась буква обозначающая его новое назначение. Но одна буква другую не заменяла, она писалась через тире, после основной аббревиатуры. У некоторых самолетов имелись «имена», которые давали их разработчики. Например истребитель A7M называли «Reppuu» («Смерч»), Торпедоносец B7A называли «Ryusei» («Метеор»), Пикировщик D4Y называли «Suisei» («Комета») и т. д.
Также, если модификация самолета была совсем незначительной то после последнего символа в аббревиатуре ставили иероглиф «KAI», что означало «улучшенный».

## Система 1932 года
Данная система обозначения Японских самолетов была принята в 1932 году и использовалась параллельно с системой 1927 года. Она применялась для авиации Императорской армии Японии. По её уставам все армейские самолеты Японии приобрели обозначение «Ki» (сокращенно от слова «китай» — конструкция) и порядковый номер (1; 2; 3; и т. д.). Порядковый номер не зависел от типа самолета, он зависел от порядка принятия на вооружение армейского самолета. Просуществовала эта система до окончания Второй мировой войны в 1945 году.

## Система 1963 года
Данная система обозначения японских самолетов была принята в 1963 году, и используется Воздушными силами самообороны Японии в настоящее время. Она является копией американской системы «MDS» 1962 года.

## Другие системы

### Система кодовых названий Союзников
Вовремя Второй мировой войны В Японии использовалось сразу несколько систем обозначений военных самолетов, что сбивало с толку разведку Союзников. Для предотвращения этой проблемы союзники придумали систему кодовых названий японских самолетов.
Истребители и разведывательные гидросамолеты называли мужскими именами:
A5M — «Claude» («Клод»),
A6M — «Zeke» («Зик»),
A6M2-N — «Rufe» («Руфь»),
A7M — «Sam» («Сэм»),
J1N — «Irving» («Ирвинг»),
J2M — «Jack» («Джек»),
J4M — «Luke» («Люк»),
N1K — «Rex» («Рекс»),
N1K1-J — «George» («Джордж»),
A8V — «Dick» («Дик»).
Бомбардировщики, штурмовики, пикировщики, разведчики и летающие лодки назвали женскими именами:
D1A — «Susie» («Сьюзи»),
D3A — «Val» («Вел»),
D4Y — «Judy» («Джуди»),
B5N — «Kate» («Кейт»),
B6N — «Jill» («Джилл»),
B7A — «Grace» («Грейс»),
G3M — «Nell» («Нелл»),
G4M — «Betty» («Бетти»),
G5N — «Liz» («Лиз»),
G8N — «Rita» («Рита»),
P1Y — «Frances» («Френсис»),
Q1W — «Lorna» («Лорна»),
H5Y — «Cherry» («Черри»),
H6K — «Mavis» («Мэйвис»),
H7Y — «Tillie» («Тилли»),
H8K — «Emily» («Эмили»).
Учебно-тренировочным самолетам дали названия деревьев:
K9W — «Sypress» («Сайпрес»).
Планерам дали названия птиц.

### Условные обозначения ВВС СССР
Советским пилотам приходилось сражаться с японской авиацией вовремя Японо-Китайской войны и Номонханского инцидента. В это же время были придуманы условные обозначения японских самолетов, чтобы их можно было как-то называть. Обозначение представляло собой аббревиатуру. Первой в аббревиатуре стояла буква, обозначавшая назначение самолета. После буквы шло число которым японцы называли тип самолета.
Ki-10 — И-95,
A5M — И-96,
Ki-27 — И-97.